# Лаверн
Лаве́рн (фр. Lavernhe, окс. La Vèrnha) — коммуна во Франции, находится в регионе Окситания. Департамент — Аверон. Входит в состав кантона Северак-ле-Шато. Округ коммуны — Мийо.
Код INSEE коммуны — 12126.
Коммуна расположена приблизительно в 510 км к югу от Парижа, в 150 км северо-восточнее Тулузы, в 35 км к востоку от Родеза.

## Население
Население коммуны на 2008 год составляло 245 человек.
| 1962 | 1968 | 1975 | 1982 | 1990 | 1999 | 2008 |
| ---- | ---- | ---- | ---- | ---- | ---- | ---- |
| 218  | 280  | 243  | 232  | 250  | 231  | 245  |

## Экономика
В 2007 году среди 148 человек в трудоспособном возрасте (15—64 лет) 99 были экономически активными, 49 — неактивными (показатель активности — 66,9 %, в 1999 году было 73,6 %). Из 99 активных работали 93 человека (54 мужчины и 39 женщин), безработных было 6 (3 мужчин и 3 женщины). Среди 49 неактивных 9 человек были учениками или студентами, 29 — пенсионерами, 11 были неактивными по другим причинам.

## Достопримечательности
- Церковь Сен-Грегуар (XI—XII века). Памятник истории с 1929 года[3]
- Церковь Сен-Прива (XII век). Памятник истории с 1928 года[4]